# Årets museum (Finland)
Årets museum (finska: Vuoden museo) är ett finskt museipris som delas ut årligen av Finlands museiförbund och ICOM:s Finska kommitté till ett museum som ”på ett betydande sätt har främjat museibranschens samhälleliga synlighet och inflytande”.

## Pristagare
- 2014: Forssa museum
- 2015: Serlachiusmuseet Gösta
- 2016: Ålands sjöfartsmuseum
- 2017: Helsingfors stadsmuseum
- 2018: EMMA – Esbo moderna konstmuseum
- 2019: Satakunda museum
- 2020: Inget pris delades ut
- 2021: Finlands lantbruksmuseum Sarka
- 2022: Polismuseet i Tammerfors
- 2023: Nyslotts museum